# Poitiers
Poitiers je grad u Francuskoj. Glavni je grad departmana Vienne i regije Nova-Akvitanija. Godine 2006. imao je oko 89.000 stanovnika. Poznat je kao sveučilišni grad s više od 27.000 studenata.
Grad leži na rijeci Klen. 

## Povijest
U doba starog Rima Poitiers je bio značajan grad s velikim amfiteatrom i kupalištima. 
U Bitci kod Poitiersa od 10. listopada 732. franački vođa Karlo Martel je zaustavio prodor Maura prema srednjoj Europi.
3. rujna 1356. godine tamo se odvila Bitka za Poitiers između engleske i francuske vojske. Pobijedila je Engleska, a francuski kralj Ivan II. je zarobljen

## Znamenitosti
U Poitiersu postoji 78 zaštićenih spomenika kulture, posebno iz doba romanike. 
- Krstionica Saint-Jean iz 4. stoljeća, druga najstarija crkva u Francuskoj
- Crkva Notre Dame la Grand najstarija romanička crkva u Europi
- Katedrala u Poitiersu (Katedrala svetog Petra) iz 12. stoljeća
- Muzej Saint Cro
- Crkva Saint Iler le Grand (11. stoljeće)
- Futuroskop je zabavni park koji prezentira modernu vizualnu tehnologiju za komunikaciju. Nalazi se oko 10 kilometara sjeverno od Poitiersa.

## Poznate osobe
Rođeni u Poitiers
- Michel Foucault
- Jean-Pierre Thiollet
- Brian Joubert

## Vanjske poveznice
- Službena stranica grada  Arhivirana inačica izvorne stranice od 18. lipnja 2021. (Wayback Machine)
- Turistički ured
- Fotografije katedrale  Arhivirana inačica izvorne stranice od 16. studenoga 2007. (Wayback Machine)